# Roelant Roghman
Roelant Roghman, né le 14 mars 1627 à Amsterdam où il est mort le 3 janvier 1692, est un peintre, dessinateur et graveur du Siècle d'or néerlandais.